# Сук (Кохгилуйе и Бойерахмед)
Сук (перс. سوق‎) — небольшой город на юго-западе Ирана, в провинции Кохгилуйе и Бойерахмед. Входит в состав шахрестана  Кохгилуйе.
На 2006 год население составляло  5 890 человек; в национальном составе преобладают луры, в конфессиональном — мусульмане-шииты. 

## География
Город находится в западной части Кохгилуйе и Бойерахмеда, в горной местности западного Загроса, на высоте 942 метров над уровнем моря.
Сук расположен на расстоянии приблизительно 105 километров к северо-западу от Ясуджа, административного центра провинции и на расстоянии 530 километров к юго-западу от Тегерана, столицы страны.